# Gerin (kráter)
Gerin je zbytek impaktního kráteru na Saturnově měsíci Iapetus ležící ve světlé jižní pevninské oblasti Saragossa Terra. Nomenklatura kráterů na Iapetu čerpá z francouzských Chansons de geste, tento je tak pojmenován podle Gerina, jednoho z dvanácti rytířů/paladinů z Písně o Rolandovi. Název byl schválen Mezinárodní astronomickou unií v roce 2008.
Má průměr 445 km, čímž se řadí mezi největší krátery na Iapetu. Jeho střední souřadnice na měsíci jsou 45°36′ J a 233°00′ Z.
Dochovala se pouze východní část Gerina, západní je překryta větším a mladším kráterem Engelier. Severovýchodně leží malý kráter Nevelon.